# بورجالو
بورجالو (بالإيطالية: Borgiallo) هي بلدة (بلدية) في مدينة تورينو الحضرية في المنطقة الإيطالية بيدمونت، وتقع على بعد حوالي 40 كيلومتر (25 ميل) شمال تورينو.
تقع بورجالو على حدود كل من البلديات التالية: فراسينيتو وكاستلامونتي وكوليريتو كاستلنوفو وكاستلنوفو نيقرا وكيزانوفا وكورني.
كنيسة الأبرشية سان نيكولاو.